# Lars Eldstierna
Lars Larsson Eldstierna, före adlandet Eld, född 1623 troligen i Östergötland, död 15 december 1701 i Linköpings församling, Östergötlands län, var en svensk landshövding. Han var far till Jacob Eldstierna.

## Biografi
Lars Eldstierna föddes 1623 i Östergötland. Han var son till fogden Lars Björnsson på Händelö och Brita Björnsdotter. Eldstierna blev hovkassör 1644, kammarskrivare i Kammarkollegium 1647 och kammarsfiskal på Gotland 1651 och kammararkivinspektor för Kammararkivet 9 augusti 1654. Han blev 27 april 1661 extra ordinarie assessor i reduktionskollegium och 1662 assessor i kammarrevisionen. Eldstierna adlades 20 november 1662 till Eldstierna och introducerades 9 maj 1664 i Sveriges riddarhus som nummer 654. Han blev 23 maj 1666 kammarrevisionsdirektör, 23 november 1675 krigskammarråd vid svenska armén i Skåne, 1 mars 1678 kammarråd, 24 juli 1689 landshövding på Ösel och 21 april 1690 landshövding i Älvsborgs län och på Dalsland. Eldstierna upphöjdes 11 september 1691 till friherre och introducerades 1693 i Sveriges Riddarhus som nummer 89, senare 95. Han avled 16 augusti 1693 landshövding i Östergötlands län. Eldstierna avled 1701 i Linköping och begravdes 29 december samma år i Borgs kyrka, där han lät mura en familjegrav.
1653 blev han kamrerare vid polska krigsexpeditionen och 1660 kommissarie i Kallarkollegii kammarrevision. Från 1684 tjänstgjorde Eldstierna som kommerseråd.[källa behövs]

## Egendom
Eldstierna ägde Borg i Borgs socken, Kransbo i Istorps socken, Fästered i Finnekumla socken och Katrineberg i Revesjö socken.

### Familj
Eldstierna gifte sig första gången 1655 med Catharina Standorph (död 1667), dotter till Salomon Standorph och Brita Andersdotter. De fick tillsammans barnen Erik Nils Eldstierna (född 1656), legationssekreteraren Lars Eldstierna (1656–1678), hovjunkaren Salomon Eldstierna (1659–1679), Sigrid Christina Eldstierna (född 1660), Catharina Sofia Eldstierna (1661–1689) som var gift med bergsrådet Robert Kinninmundt, Brita Eldstierna (1662–1743) som var gift med kammarrådet Hans Billingsköld, assessorn Gustaf Eldstierna (1663–1695) i Göta hovrätt, generalkvartermästaren Jacob Eldstierna (1664–1716) vid fortifikationen, Anna Christina Eldstierna (född 1665) och sekreteraren Carl Eldstierna (1666–1693) i likvidationskommissionen.
Eldstierna gifte sig andra gången 1668 med Eva Eggertz (död 1674), dotter till medecindoktorn Herman Eggertz. Eva Eggertz var änka efter underståthållaren Bengt Ekehielm och kommissarien Henrik Ulfvenklou.
Eldstierna gifte sig tredje gången med Catharina Kyle (1642–1699), dotter till landshövdingen Hans Kyle och Elisabet Catharina von der Lühe. Catharina Kyle var änka efter majoren Mårten Crusebjörn.

## Ordspråk
Efter Lars Eldstierna uppkom i Östergötland ordspråket: Det var ej så, när Lasse levde.